# (306) Unitas
(306) Unitas – planetoida z pasa głównego asteroid.

## Odkrycie
Została odkryta 1 marca 1891 roku w Rzymie przez Elię Millosevicha. Nazwa planetoidy pochodzi od książki włoskiego astronoma Angelo Secchiego lub też nawiązuje do jedności (łac. unitas) Włoch.

## Orbita
(306) Unitas okrąża Słońce w ciągu 3 lat i 227 dni w średniej odległości 2,36 j.a. Planetoida należy do rodziny planetoidy Westa.